# Casa Flora
Casa Flora è una serie televisiva svizzera, trasmessa su RSI LA 1 nel 2017 per una stagione.

## Trama
La fiction racconta le vicende degli inquilini di Casa Flora, un vecchio edificio storico ticinese pieno di charme e di storia.

## Stagioni
| Stagioni       | Episodi | Prima TV |
| -------------- | ------- | -------- |
| Prima stagione | 10      | 2017     |

## Personaggi e interpreti

### Personaggi principali
- Gemma Cova (stagione 1), interpretata da Ariella Reggio
- Stefania Pistolesi (stagione 1), interpretata da Chiara Primavesi
- Gigi Castagnola (stagione 1), interpretato da Yor Milano
- Patrizia Castagnola (stagione 1), interpretata da Leonia Rezzonico
- Franca Vannini (stagione 1), interpretata da Anna Stante
- Antonio Vannini (stagione 1), interpretato da Michele Radice
- Roberto Vannini (stagione 1), interpretato da Riccardo Alemanni
- Jonny Storni (stagione 1), interpretato da Stefano Annoni
- Olga Akimovna (stagione 1), interpretata da Giorgia Würth
- Virgilio Tozzi (stagione 1), interpretato da Gualtiero Scola
- Dario Pistolesi (stagione 1), interpretato da Luciano Roman
- Norah Kellar (stagione 1), interpretato da Adele Raes[1]
- Pippo Gibilisco (stagione 1), interpretato da Igor Horvat
- Giorgio Meregalli (stagione 1), interpretato da Maurizio Arena

- Carla Tozzi (stagione 1), interpretata da Margherita Coldesina
- Toni Savoldi (stagione 1), interpretato da Michele Cesari
- Vanja Moretti (stagione 1), interpretata da Aurora Andreaus
- Carlotta Tozzi (stagione 1), interpretata da Nora Bucciarelli
- Andrea Tozzi (stagione 1), interpretato da Andrea Bucciarelli
- Federico Kellar (stagione 1), interpretato da Carlo Nobile[2]
- Investitore (stagione 1), interpretato da Roberto Regazzoni
- Tommaso (stagione 1), interpretato da Davide Casarin

### Personaggi secondari
- Postino (stagione 1), interpretato da Alessandro Collovà
- Capo di Norah (stagione 1), interpretato da Mario Cei
- Medico 1  (stagione 1), interpretato da Massimiliano Zampetti
- Medico 2  (stagione 1), interpretato da Simona Bernasconi
- Funzionario Polizia (stagione 1), interpretato da Alessandro Otupacca
- Portantino (stagione 1), interpretato da Graziano Regazzoni